# Loxura anglerius
Loxura anglerius är en fjärilsart som beskrevs av Hans Fruhstorfer 1912. Loxura anglerius ingår i släktet Loxura och familjen juvelvingar. Inga underarter finns listade i Catalogue of Life.